# 尼莫 (密蘇里州)
尼莫（英語：Nemo）是位於美國密蘇里州希科里縣的非建制地區。

## 歷史
尼莫的郵局於1893年設立，其後於1913年停運。

## 地理
尼莫所處的海拔為高於海平面302米（即991英呎），而該地所採用的時區為UTC-6，即北美中部時區（CST）。同時該地設有夏令時間，為UTC-6調快一小時，即UTC-5（CDT）。